# Smallville
Smallville je americký dramatický televizní seriál, jehož autorem je dvojice Alfred Gough a Miles Millar. Premiérově byl vysílán v letech 2001–2011, zpočátku na stanici The WB, následně na The CW (od 2006). Celkově bylo natočeno 218 dílů v deseti řadách.

## Příběh
Seriál pojednává o životě mladého Clarka Kenta předtím, než se stal Supermanem. Odehrává se ve fiktivním kansaském městečku Smalville a také ve velkoměstě Metropolis.

## Obsazení
- Tom Welling jako Clark Kent (1.–10. řada) – Mladík s nadlidskými schopnostmi, který se snaží najít své místo ve světě poté, co zjistí, že je mimozemského původu. Své schopnosti využívá výhradně pro pomoc druhým v nouzi, ale bojí se, že by ho jeho přátelé zavrhli, kdyby jim řekl o svém tajemství. Jediné co chce, je být normální a žít spokojený život se svou životní láskou Lanou.
- Kristin Kreuk jako Lana Langová (1.–7. řada, host v 8. řadě) – Clarkova sousedka, do které je beznadějně zamilovaný. Její rodiče zemřeli při meteorickém dešti a všichni v ní proto i po letech vidí jen malou holčičku, která potřebuje být chráněna. Časem se velmi sblíží s Clarkem, ale jejich vztah nikdy nebude fungovat, protože ji Clark odmítá říct své tajemství.
- Michael Rosenbaum jako Lex Luthor (1.–7. řada, host v 10. řadě) – Miliardářův syn poslaný do Smallville, aby vedl místní továrnu na hnojiva. Clark mu zachrání život a brzy poté se stanou přáteli. Lex má velkou slabost pro různá tajemství, jako je den, kdy Clark zázračně přežil srážku s jeho autem. Postupem času se jeho přátelství s Clarkem rozpadne a Lex ukáže svou mnohem temnější stránku.
- Eric Johnson jako Whitney Fordman (1. řada, host ve 2. a 4. řadě) – Kapitán fotbalového týmu a přítel Lany. Ze začátku žárlí na Clarka a myslí si, že mu chce Lanu přebrat, později se z nich stanou přátelé. Jeho vztah s Lanou skončí ve chvíli, kdy vstoupí do námořnictva a zemře v boji.
- Sam Jones III jako Pete Ross (1.–3. řada, host v 7. řadě) – Další Clarkův kamarád. Nesnáší Luthorovy, protože cítí, že okradli jeho rodinu. Clark se mu velmi brzy svěří se svým tajemstvím. Pete miluje Chloe, ale neřekne jí to, protože se nechce dostat do milostného trojúhelníku Clark-Lana-Chloe. Jeho účinkování v seriálu končí ve třetí sérii, kdy odjede ze Smallville, protože je pro něj moc obtížné chránit Clarkovo tajemství.
- Allison Mack jako Chloe Sullivanová (1.–10. řada) – Clarkova nejlepší kamarádka. Je do něj zamilovaná, ale její city nejsou opětovány. Je redaktorkou školních novin Pochodeň a stejně jako Lexe jí to táhne k záhadám. Většina jejích článků se týká lidí infikovaných mimozemským prvkem kryptonitem, který jim dodal nějaké zvláštní schopnosti.
- Annette O'Toole jako Martha Kentová (1.–6. řada) – Clarkova adoptivní matka. Spolu se svým manželem Jonathanem vychovala Clarka na rodinné farmě a učí ho, jak se vypořádat se svými schopnostmi.
- John Schneider jako Jonathan Kent (1.–5. řada) – Clarkův adoptivní otec, pomáhá svými zkušenostmi. Jedinou důležitou věcí v jeho životě je ochrana Clarka. Ta ho v páté řadě bude stát život.
- John Glover jako Lionel Luthor (2.–7. řada, host v 1. a 10. řadě) – Lexův otec, velmi bohatý a mocný byznysmen. Pro dosažení svých cílů často využije nelegálních metod. Lex s tímto způsobem nakládání s mocí nesouhlasí a Lionel v něm proto vidí neúspěch. Časem se z něj stane posel Jor-Ela, Clarkova biologického otce.
- Jensen Ackles jako Jason Teague (4. řada) – Přítel Lany ve čtvrté sérii, následuje ji z Paříže do Smallville, kde vezme místo fotbalového trenéra. Časem se ukáže, že za jeho vztahem s Lanou stojí mnohem více, než jen láska. Zemře na konci čtvrté série.
- Erica Durance jako Lois Laneová (5.–10. řada, host ve 4. řadě) – Chloeina sestřenice, která do Smallville přijede kvůli vyšetření smrti Chloe. Nastěhuje se ke Kentovým a skamarádí se s Clarkem. Chloe ji přivede k novinařině a Lois poté vezme místo v časopise Inquisitor.
- Aaron Ashmore jako Jimmy Olsen (7.–8. řada, host v 6. a 10. řadě) – Fotograf pracující pro noviny Daily Planet a Chloein přítel.
- Laura Vandervoort jako Kara (7. řada, host v 8. a 10. řadě) – Clarkova biologická sestřenice z Kryptonu, která byla poslána na Zem, aby dohlédla na Clarka. Už na Kryptonu se starala o Clarka, ale dostala se do umělého spánku a nezestárla ani o den, takže je teď v přibližně stejném věku jako on. Má všechny schopnosti jako Clark a také dokáže létat.
- Cassidy Freeman jako Tess Mercerová (8.–10. řada) – Lexova nástupnice v pozici ředitelky LuthorCorp.
- Sam Witwer jako Davis Bloome (8. řada) – Záchranář z Metropolis.
- Justin Hartley jako Oliver Queen / Green Arrow (8.–10. řada, host v 6. a 7. řadě) – Mladý milionář se skrytou identitou. Prožívá románek s Lois, ale stejně jako Clark jí odmítne říct své tajemství.
- Callum Blue jako Zod (9. řada, host v 10. řadě) – Kriminálník z Kryptonu.

## Produkce

### Koncepce
Původně chtěla společnost Tollin/Robbins Productions vytvořit seriál o mladém Bruci Wayneovi, naopak filmová divize Warner Bros. chtěla natočit film o zrodu Batmana, ale protože nechtěla soupeřit se seriálem, plán byl zavržen. V roce 2000 se Tollin/Robbins obrátili na Petera Rotha, prezidenta Warner Bros. Television, kvůli tvorbě seriálu o mladém Supermanovi. Ve stejném roce přišli Alfred Gough a Miles Millar s pilotním dílem seriálu založeném na filmu Likvidátor. Poté, co ho Roth zhlédl, jim zadal práci na vytvoření druhého pilotu, tentokrát o mladém Supermanovi, jehož koncept mu byl předtím přinesen. Když se Roth, Gough a Millar setkali, rozhodli se, že nechtějí udělat seriál plný létání a přiléhavých obleků. Rozhodli se tedy, že Clark nebude v průběhu seriálu létat a neobleče si supermanovský oblek.
Gough a Millar chtěli Supermana „svléknout“, aby šlo vidět jeho neodkryté jádro. Chtěli odhalit důvody, kvůli kterým se z Clarka Kenta stal Superman. Gough a Millar nebyli zarytými fanoušky komiksů, a to jim umožnilo mít nestranný přístup k celému seriálu. To je ale nezachránilo od prostudování si postav. Oba dva komiks zkoumali a vybrali si a změnili, co chtěli. Poté, co vše vytvořili, ukázali své nápady jak společnosti Warner Bros., tak i televizi Fox. Mezi společnostmi začala válka, kterou vyhráli WB, kteří chtěli vyrobit 13 prvních dílů.
Roth, Gough a Millar věděli, že seriál je nastaven tak, že bude především akční, ale oni se chtěli také přiblížit obrazu, jaký nastavilo Sedmé nebe. Kvůli tomu se rozhodli, že seriál začne meteoritickým deštěm, díky kterému se Clark dostane na Zemi. Seriál neukazuje jen prvotní problémy se získáváním Clarkovy supersíly, ukazuje také dávku ironie v Clarkově životě. Meteoritický déšť mu sice daruje život na Zemi, ale zároveň také zabije rodiče dívky, kterou miluje, zahájí také cestu Lexe Luthora na cestu zla kvůli ztrátě vlasů při dešti. Rothovi se líbil problém, který byl před Clarka postaven – byl přinucen vyrovnat se s tím, že jeho příchod na Zemi způsobil všechny tyto bolesti.
Překážka, kterou museli tvůrci vyřešit byla, jak dostat Lexe Luthora k partě teenagerů. Rozhodli se dát Lexovi pocit osamělosti, kvůli kterému se k nim bude obracet. Osamělost se objevila také u Clarka a Lany. Gough a Millar chtěli také vytvořit paralelu ke Kentovým, a tak stvořili Lionela Luthora, kterého viděli jako „experiment extrémního rodičovství“. Tvůrci také chtěli někoho, kdo by Clarka doprovázel na jeho cestě. A tak vznikla postava Chloe Sullivanové, která byla vymyšlena jako outsider, kterého seriál potřebuje. Postava byla podle tvůrců nezbytná, protože někdo musel monitorovat podivné události ve Smallville. Byla myšlena také jako předchůdkyně Lois Laneové.
Koncept seriálu Smallville byl společností Warner Bros. představen jako reinterpretace Supermanovy mytologie od jeho počátků. Poté začaly spory o autorská práva kvůli komiksu Superboy od Jerryho Siegela, který také představoval mladého Supermana. Problém byl především kvůli názvu Smallville.

### Natáčení
Seriál byl vyráběn v BB Studios v Burnaby v Britské Kolumbii nedaleko Vancouveru. Původně se mělo natáčet v Austrálii, ale Vancouver měl více středoamerický vzhled. Město poskytlo místo pro Kentovu farmu a představuje také Metropolis. Poskytlo také levnější natáčecí lokace a je ve stejném časovém pásmu jako Los Angeles. Hlavní ulice Smallvillu je kombinací dvou míst. Část byla natáčena ve městě Merritt a zbytek v Cloverdale (toto město je na natáčení patřičně hrdé, protože na jeho uvítací tabuli je napsáno „Home of Smallville“ – Domov Smallvillu).
Vancouver Technical School poskytla prostory pro natáčení exteriérů Smallvillské střední; tvůrci totiž věřili, že škola má středoamerický vzhled, který potřebovali. To zároveň drželo Millarovu myšlenku, že Smallville bude ztělesněním malého města v USA. Interiéry Templeton Secondary School byly zase využity pro interiéry Smallvillské střední. Kentova farma je reálnou farmou v Aldergrove. Exteriéry panství Luthorových byly natáčeny na hradě Hatley ve Victorii. Další interiéry byly natáčeny v Shannon Mews ve Vancouveru. Kino v Cloverdale bylo zase využito k natáčení exteriérů kavárny Talon.

## Vysílání
| Řada | Díly | Premiéra v USA | Premiéra v USA  | Premiéra v ČR   | Premiéra v ČR   | Stanice v USA |
| Řada | Díly | První díl      | Poslední díl    | První díl       | Poslední díl    | Stanice v USA |
| ---- | ---- | -------------- | --------------- | --------------- | --------------- | ------------- |
| 1    | 21   | 16. října 2001 | 21. května 2002 | 19. srpna 2003  | 16. září 2003   | The WB        |
| 2    | 23   | 24. září 2002  | 20. května 2003 | 5. srpna 2004   | 6. září 2004    | The WB        |
| 3    | 22   | 1. října 2003  | 19. května 2004 | 20. března 2006 | 19. dubna 2006  | The WB        |
| 4    | 22   | 22. září 2004  | 18. května 2005 | 20. dubna 2006  | 23. května 2006 | The WB        |
| 5    | 22   | 29. září 2005  | 11. května 2006 | 31. března 2008 | 29. dubna 2008  | The WB        |
| 6    | 22   | 28. září 2006  | 17. května 2007 | 30. dubna 2008  | 2. června 2008  | The CW        |
| 7    | 20   | 27. září 2007  | 15. května 2008 | 15. února 2010  | 12. března 2010 | The CW        |
| 8    | 22   | 18. září 2008  | 14. května 2009 | 15. března 2010 | 14. dubna 2010  | The CW        |
| 9    | 22   | 25. září 2009  | 14. května 2010 | 23. září 2011   | 25. října 2011  | The CW        |
| 10   | 22   | 24. září 2010  | 13. května 2011 | 26. října 2011  | 1. května 2013  | The CW        |

Pilotní díl seriálu byl odvysílán na stanici The WB 16. října 2001. Na této televizi běžel Smallville do konce páté řady v květnu 2006, neboť The WB posléze ukončila provoz a byla nahrazena tematicky podobnou stanicí The CW. Ta v září 2006 částečně převzala její program, včetně Smallvillu, který vysílala dalších pět sezón. Závěrečný dvojdíl seriálu se na obrazovkách objevil 13. května 2011. Celkem bylo odvysíláno 10 řad a 218 epizod.
V Česku byl Smallville premiérově vysílán postupně v letech 2003–2011 na TV Nova (devět řad + první dva díly desáté řady) a roku 2013 (desátá řada) na stanici Fanda.